# Тегеранський університет
Тегеранський університет (перс. دانشگاه تهران — данешгах-е техран) — найбільший і найстаріший університет в Ірані. В університеті працюють 1500 наукових співробітників і навчаються близько 32 тисяч студентів. Ректор — економіст, доктор Фархад Нахбара, який до 2007 року був віцепрезидентом Ірану.

## Історія
Університет заснований в 1934 році за особистим розпорядженням Рези Шаха. Університет був утворений з декількох вже існуючих на той момент закладів вищої освіти. Перший із них, Дар-уль-Фунун, з'явився в 1861 році. У 1937 році до навчання в університеті були допущені жінки. У 1945 році на місці казарм Союзних військ в Амірабаді було побудовано гуртожиток. 1986 року зі складу університету був виділений медичний факультет і перетворений у Тегеранський університет медичних наук.
На цей час у складі університету діють 40 факультетів, інститутів та наукових центрів.
У новітній історії Ірану Тегеранський університет відіграв велику роль. 1979 року студенти університету активно виступали проти шахського режиму і надали підтримку Ісламської революції. У 1999 році тут пройшла акція протесту проти закриття опозиційної газети «Салам», що призвело до масових студентських заворушень. У 2005—2008 роках посаду ректора університету обіймав професор теології, близький соратник Хомейні, аятола Аббас-Алі Амід Зенджані.

## Відомі викладачі й випускники
- Ширін Ебаді — іранський адвокат, лауреатка Нобелівської премії миру.
- Аббас Кіаростамі — іранський кінорежисер, сценарист і продюсер.
- Мір-Хоссейн Мусаві — іранський політик, художник та архітектор